# Ankō (imperatore del Giappone)
Ankō (安康天皇, Ankō Tennō; fl. V secolo) è stato il 20º imperatore del Giappone secondo la lista tradizionale di successione.
Nessuna data certa può essere assegnata al suo regno, ma si ritiene che abbia governato nella metà del V secolo.
Secondo il Kojiki e il Nihonshoki fu il secondo figlio dell'imperatore Ingyō. Il suo fratello maggiore Kinashikaru no Miko (principe Kinashikaru) era il primo in linea di successione, ma a causa della sua relazione incestuosa con la sua mezza sorella perse il favore della corte. Dopo un tentativo abortito di sollevare delle truppe contro Ankō, Kinashikaru si suicidò insieme alla sorella.
Ankō fu assassinato nel suo terzo anno di regno da Mayowa no Ōkimi (principe Mayowa) come vendetta per l'esecuzione del padre di Mayowa.